# Sabrina Gander
Sabrina Gander (* 6. März 1982 in München) ist eine deutsche Journalistin, Moderatorin und Sprecherin.

## Leben
Sabrina Gander absolvierte ein Praktikum bei Energy München und moderierte seit Beginn ihres Radio-Volontariats ab 2005 die Energy Morningshow Morning Live mit Bene Gutjan.
2007 wechselte sie zum Münchner Privatsender Radio Arabella, leitete dort die Moderation und moderierte Sendungen. 2010 machte sie sich selbstständig und moderierte unter anderem bei der BLR, Hitradio RT1 in Augsburg und 95.5 Charivari. Von 2011 bis 2013 wirkte sie bei mehreren Folgen der TV-Show Walulis sieht fern mit.
Gander moderierte ab 2011 für den Sender Donau3FM verschiedene Shows und seit 2012 ihre eigene Radio-Talkshow Sabrina trifft, die 2013 mit dem LfK Medienpreis der Landesanstalt für Kommunikation Baden-Württemberg ausgezeichnet wurde. Diese wöchentliche Talksendung erscheint seit 2018 auch als Podcast. Sie war zudem Co-Moderatorin bei Lafer & Friends – Der Genusspodcast und moderiert außerdem Veranstaltungen für Unternehmen in mehreren Sprachen. Seit 2023 moderiert sie die Abendsendung bei Klassik Radio.
Darüber hinaus beriet sie von 2015 bis 2016 das Funkhaus Landshut im Bereich Programmgestaltung als freie Beraterin. Ab 2017 arbeitete sie bei der Audio-Agentur Radio Tourism., deren Geschäftsführerin sie bis 2024 war.
Gander führte auch Regie und wirkt als Hörbuchsprecherin.

## Soziales Engagement
Unter anderem wirkte Gander als Organisatorin der Weihnachtsfeiern in München für die Münchner Tafel (2017–2019).

## Auszeichnungen
- 2013: LfK Medienpreis in der Kategorie „Beste Unterhaltung“[5]
- 2015: LfK Medienpreis Nominierung in der Kategorie „Beste Information“[11]
- 2023: Deutscher Radiopreis 2023 in der Kategorie „Bestes Interview“[7]